# Ч. Дж. Бокс
Чарлз Джеймс Бокс (на английски: Charles James Box) е американски журналист и писател на произведения в жанра трилър, криминален роман и научна фантастика. Пише под псевдонима Ч. Дж. Бокс (на английски: C. J. Box).

## Биография и творчество
Чарлз Джеймс Бокс е роден на 9 ноември 1958 г. в Каспър, Уайоминг, САЩ. Най-възрастния от трима братя и сестри. Прекарва ранното си детство в Гърция и чете много. След завръщането си в САЩ, става редактор на вестника на гимназията.
Завършва през 1981 г. специалност „Масови комуникации“ с бакалавърска степен в университета в Денвър, където също работи във вестника на колежа. След дипломирането си работи временно като ръководител на ранчо, риболовен водач, репортер и редактор на малкия вестник „Wyomings Saratoga Sun“. После става съсобственик със съпругата си Лори на международна фирма за маркетинг и промоция на туризма в Уайоминг. Бил е член на Съвета на директорите за „Cheeenne Frontier Days Rodeo“ и сътрудничи на Бюрото по туризъм в Уайоминг. През 2008 г. получава наградата „BIG WYO“ от държавната туристическа индустрия.
Първият му роман „Open Season“ (Откриване на сезона) от поредицата „Джо Пикет“ е издаден през 2001 г. Главен герой е обикновеният полицейски служител Джо Пикет, който отива със семейството си да работи като рейнджър по опазването на дивата природа и околната среда в малък град в Уайоминг. Той е упорит и готов да рискува всичко, когато е застрашено неговото лично чувство за морал и справедливост. Когато в градчето се случват поредица от злополуки и убийства, той се намесва решително в смъртоносната конспирация. Романът получава наградите „Антъни“, „Макавити“, „Бари“ и „Гъмшоу“ за най-добър първи роман. Той става бестселър в списъка на „Ню Йорк Таймс“ и го прави известен писател, след което той се посвещава на писателската си кариера.
Произведенията на писателя често са в списъците на бестселърите. Те са преведени на 27 езика и са издадени в над 7 милиона екземпляра по света.
През 2016 г. получава наградата за културно наследство за литература от Националния музей на каубоите, а през 2017 г. получава наградата „Spur“ (шпори) за най-добър съвременен роман от Асоциацията на американските писатели на уестърни.
Чарлз Джеймс Бокс живее със семейството си в малко ранчо край Саратога, Уайоминг.

## Произведения
Самостоятелни романи
- Blue Heaven (2008) – награда „Едгар Алън По“, награда „Калибър 38“ (Франция)
Синята зона, изд.: ИК „Хермес“, Пловдив (2011), прев. Венера Атанасова
- Three Weeks to Say Goodbye (2008)
Три седмици да се сбогуваш, изд.: ИК „Хермес“, Пловдив (2012), изд. „СББ Медиа“ (2017), прев. Калина Кирякова
- Inherit the Dead (2013) – с Лий Чайлд, Мери Хигинс Кларк, Джон Конъли, Шарлейн Харис, Джонатан Сантлоуфър и Лиса Ангър

### Серия „Джо Пикет“ (Joe Pickett)
1. Open Season (2001) – награда „Антъни“, „Макавити“, „Бари“ и „Гъмшоу“
2. Savage Run (2002)
3. Winterkill (2003)
4. Trophy Hunt (2004)
4.5. Dull Knife (2005)
5. Out of Range (2005)
6. In Plain Sight (2006)
7. Free Fire (2007)
8. Blood Trail (2008)
9. Below Zero (2009)
10. Nowhere to Run (2010)
11. Cold Wind (2011)
11.5. The Master Falconer (2006)
12. Force of Nature (2012)
13. Breaking Point (2013)
14. Stone Cold (2014)
15. Endangered (2015)
16. Off the Grid (2016)
Извън системата, изд.: ИК „Обсидиан“, София (2016), прев. Милко Стоименов
17. Vicious Circle (2017)
Порочен кръг, изд. „Арт етърнал синема“ (2017), прев. Анна Василева
18. The Disappeared (2018)
19. Wolf Pack (2019)
20. Long Range (2020)
21. Dark Sky (2021)

### Серия „Коди Хойт“ (Cody Hoyt)
1. Back of Beyond (2011)
2. The Highway (2013)

### Серия „Каси Дюел“ (Cassie Dewell)
1. The Highway (2013)
2. Badlands (2015) – награда „Бари“
3. Paradise Valley (2017)
4. The Bitterroots (2019)

### Участие в общи серии с други писатели

#### Серия „Литературни мистерии“ (Bibliomysteries)
3. Pronghorns of the Third Reich (2012)
от серията има още 35 романа от различни автори

### Новели
- Honor & ... (2018) – със Сандра Браун
„Онър & ...“ в „Двубои“, изд.: ИК „Бард“, София (2018), прев. Крум Бъчваров

### Екранизации
- 2020 The Big Sky – тв сериал, с участието на Кайли Бънбъри, Брайън Джерайтси, Джеси Джеймс Кийтел